# Элленс, Франц
Франц Элленс (фр. Franz Hellens, настоящее имя Фредерик ван Эрменгем, фр. Frédéric нидерл. Van Ermengem; 8 сентября 1881, Брюссель — 20 января 1972, там же) — бельгийский писатель, писал на французском языке.

## Биография
Сын бактериолога Эмиля ван Эрменгема. Дебютировал в 1898 анонимной книжечкой сонетов Les grands. Croquis divers. Окончил юридический факультет Гентского университета (1905). Служил библиотекарем в Парламенте, публиковал художественную хронику в периодике, написал эссе о Терборхе, Энсоре и других художниках. Во время Первой мировой войны жил на Лазурном Берегу, познакомился с Матиссом, Архипенко, Метерлинком, Модильяни (Модильяни написал его портрет, 1919). Там же встретился с Марией Марковной Милославской (1893—1947), которая стала его женой и соавтором: они вместе переводили Есенина, с которым познакомились в 1922 в Париже.
В 1921 основал в Брюсселе журнал Signaux de France et de Belgique, впоследствии — Le disque vert, оказавший большое влияние на новую бельгийскую литературу (здесь дебютировал, в частности, Анри Мишо, которого открыл Элленс). Познакомился с Эренбургом, под редакцией Эренбурга вышел в русском переводе роман Элленса Басс-Бассина-Булу; позже Эренбург вспоминал об Элленсе в книге Люди, годы, жизнь (книга II, часть 4). В Италии, где Элленс путешествовал вместе с Поланом, он познакомился с Джузеппе Унгаретти и Джорджо де Кирико. В 1926 посетил Горького на Капри, впоследствии они долго переписывались.
С 1947, после смерти жены, до 1971 жил в Париже.

## Творчество
Один из лидеров бельгийского магического реализма. Испытал влияние Э. По и Ж. де Нерваля.  На стихи Элленса писал музыку бельгийский композитор Рене Бернье. Высоко ценил его творчество В. В. Набоков.

## Произведения
- En ville morte (1906, роман)
- Les hors-le-vent (1909, новеллы)
- Gérard Terborch (1911)
- Les clartés latentes. Vingt contes et paraboles (1912, новеллы)
- Nocturnal, précédé de Quinze histoires (1919, фантастические новеллы)
- Mélusine (1920, фантастический роман)
- La femme au prisme (1920)
- Bass-Bassina-Boulou (1922, африканский роман)
- Réalités fantastiques (1923, фантастические новеллы)
- Notes prises d’une lucarne (1925, эссе)
- Oeil-de-Dieu (1925, роман)
- Le naïf (1926, роман)
- Eclairages 1916—1923 (1926, стихотворения)
- Le jeune homme Annibal (1929)
- La femme partagée (1929, роман)
- Les filles du désir (1930, роман)
- Documents secrets, 1905—1931 (1932, стихотворения)
- Poésie de la veille et du lendemain 1917—1927 (1932, стихотворения)
- Fraîcheur de la mer (1933, новеллы)
- Frédéric (1935, роман)
- Le magasin aux poudres (1936, роман)
- Nouvelles réalités fantastiques (1943, новеллы)
- Moralités peu salutaires (1943)
- Fantômes vivants (1944)
- La vie seconde (1945)
- Moreldieu (1946, роман)
- Naître et mourir (1948, роман)
- Miroirs conjugués (1950)
- Pourriture noble (1951)
- Testament (1951)
- L’homme de soixante ans (1951, роман)
- Les marées de l’Escaut (1953)
- Mémoires d’Elseneur (1954, роман)
- Style et caractère (1956)
- Les saisons de Pontoise (1956)
- Dans l’automne de mon grand âge (1956)
- Documents secrets 1905—1956 (1958, мемуары)
- Poésie complète, 1905—1959 (1959)
- Petit théâtre aux chandelles (1960)
- L'âge dur 1957—1960 (1961, стихотворения)
- Valeurs sûres (1962)
- Herbes méchantes (1964)
- La comédie des portraits (1965)
- Poétique des éléments et des mythes (1966)
- Le dernier jour du monde, nouvelles fantastiques (1967, фантастические новеллы)
- Le fantastique réel (1967)
- Arrière-saisons 1960—1967 (1967, стихотворения)
- Paroles sans musique (1969)
- Cet âge qu’on dit grand (1970, эссе)
- Suite. Derniers poèmes 1968—1970 (1971)

## Признание
Большая премия Общества писателей Франции (1956), Большая премия по французской литературе за пределами Франции (1964).

## Элленс в России
Книги Элленса «Жестокости жизни» (1916), «Басс-Бассина-Булу» (1925) и др. выходили в русском переводе. В журнале Вещь (1922, № 1/2, с.11-12) появилась его статья Литература и кинематограф. Элленс состоял в многолетней переписке с Максимом Горьким и был дружен с Сергеем Есениным, в соавторстве со своей женой Марией Милославской переводил стихи Есенина на французский язык — опубликованы сборник «Исповедь хулигана» (фр. La confession d’un voyou; 1922) и поэма «Пугачёв» (фр. Pougatcheff; 1926, переиздание 1956). В 1927 г. он опубликовал в журнале «Les Nouvelles littéraires» мемуарный очерк «Сергей Есенин и Айседора Дункан».
Первой написала о прозе Элленса Нора Галь в журнале «Интернациональная литература» (1938) в статье, которую Элленс прочитал и о которой с одобрением написал редактору журнала.
Четыре рассказа Элленса — собственно, новеллы из романа «Фредерик» (1935) — в переводе Норы Галь были опубликованы в СССР в 1968—1969 гг.: «Великаны» и «Карлики» — в сборнике «Рассказы бельгийских писателей» (М.: Прогресс, 1968. — С.411-420), «Мир под ногами» и «Состязание» — в журнале «Вокруг света» (1969, № 2, с.44-47). В 1971 г. Нора Галь опубликовала в юбилейном сборнике к 90-летию писателя статью «Франц Элленс в Советском Союзе» (фр. La Présence de Franz Hellens en Union Soviétique). В письме к составителю этого сборника она отмечала:

Творчество Франца Элленса еще 30 с лишним лет назад поразило меня прежде всего тонкостью психологического анализа. Этот удивительный знаток человеческой души умеет поистине проникнуть в глубь её, постичь и передать оттенки сложнейших душевных движений. /…/ Но всего тоньше, мне кажется, Франц Элленс чувствует душу юную, детскую. Бесконечно волнуют и трогают страницы, на которых автор показывает, как всеми струнами отзывается эта юная душа на каждое дуновение извне, как окружающий мир — огромный, еще загадочный мир взрослых — и влечет и пугает ребенка, час за часом влияет на его мысли и чувства, лепит его характер. В том, как Франц Элленс об этом рассказывает, много мудрости, много высокой тревоги за будущее еще не сложившегося человека.

Два рассказа Элленса в переводе Л. Большинцовой опубликованы в альманахе "Прометей", том 7 (М., 1969). В 1977 г. стихи Элленса были включены в том «Западноевропейская поэзия XX века» серии «Библиотека всемирной литературы» (с.137-139).